# Gerhard Mayer (Diplomat)
Gerhard Mayer (* 1967 in Bludenz) ist ein österreichischer Diplomat.

## Leben
Gerhard Mayer studierte Volkswirtschaft an der Universität Innsbruck, es folgte ein Postgraduate für Europäische Wirtschaft am Europakolleg in Brügge.
1994 trat er in den diplomatischen Dienst ein. Er war Attaché im Völkerrechtsbüro des Bundesministeriums für auswärtige Angelegenheiten (BMaA), 1996 kurz Attaché an der Botschaft Rom (Italien), und dann wieder Attaché in der EU-Abteilung des Außenministeriums in Wien. 1998 wurde er zum stellvertretenden Missionschef der Botschaft Brasília (Brasilien) bei Botschafter Daniel Krumholz ernannt. Ab 2000 wechselte er als Gesandter-Botschaftsrat an die Ständige Vertretung Österreichs bei der Europäischen Union, zuständig war er dort für die Beziehungen zum Europäischen Parlament. 2003 folgte wieder eine Verwendung in Wien als Referatsleiter für Grundsatz- und institutionelle Fragen der Europäischen Union. 2008 wurde er stellvertretender Missionschef in Buenos Aires (Argentinien) bei Botschafterin Gudrun Graf und ab 2010 Robert Zischg.
Mit Dezember 2012 wurde er zum Missionschef in Caracas berufen, und damit Österreichischer Botschafter in Venezuela, Guyana, und den Inselstaaten der Kleinen Antillen sowie der Ständigen Vertretung bei der Karibischen Gemeinschaft (CARICOM).
Mittlerweile sitzt Mayer als Gesandter in der Abteilung II.4 des Außenministeriums.

## Nachweise
1. ↑  Austria willing to offer tourism scholarships to Guyanese – as New Ambassador is accredited. Guyana News and Information, 19. März 2014.
2. ↑  CARICOM, Austria. Strengthen Diplomatic Ties. (Memento vom 5. März 2016 im Internet Archive) Caribbean Community Secretariat Press Release, 27. Januar 2015.
3. ↑  Außenministerium der Republik Österreich: Organizational Structure (in German). Ehemals im Original (nicht mehr online verfügbar); abgerufen am 24. Oktober 2023 (britisches Englisch). (Seite nicht mehr abrufbar. Suche in Webarchiven)

| Vorgänger                | Amt                                                         | Nachfolger                    |
| ------------------------ | ----------------------------------------------------------- | ----------------------------- |
| Thomas Schuller-Götzburg | Österreichischer Botschafter in Caracas Dez. 2012–Sep. 2016 | – (Botschaft wurde aufgelöst) |

| Personendaten    | Personendaten             |
| ---------------- | ------------------------- |
| NAME             | Mayer, Gerhard            |
| KURZBESCHREIBUNG | österreichischer Diplomat |
| GEBURTSDATUM     | 1967                      |
| GEBURTSORT       | Bludenz                   |